# Architettura coloniale olandese
L'architettura coloniale olandese è uno stile architettonico domestico, caratterizzato soprattutto da tetti gambrel, in italiano mansarda, incurvati. Una versione moderna di questo stile, sviluppatasi all'inizio del XX secolo, fu lo stile revival coloniale olandese, una tipologia di architettura revival americana.

## Storia

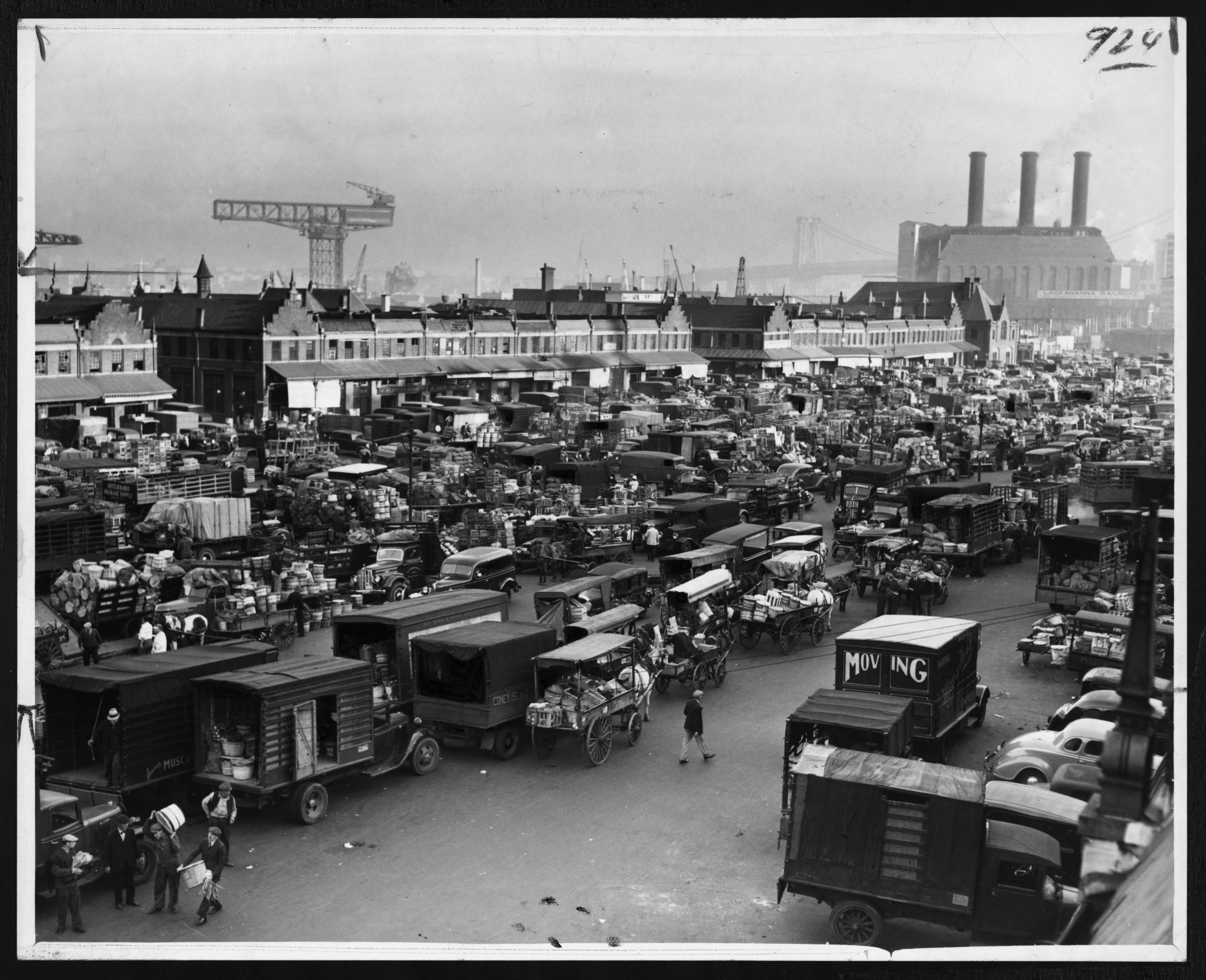
Wallabout Market a Brooklyn, disegnato da William Tubby in stile revival coloniale olandese nel 1894-1896.

L'uso moderno del termine è derivato dallo stile adottato dalle prime case di coloni olandesi contraddistinte da un tetto spiovente, spesso con un'unica camera interna, portici, muri in pietra e camini sporgenti.
I coloni olandesi giunti a New York, nel Delaware, nel New Jersey e nella parte occidentale del Connecticut costruirono queste case derivandole direttamente dallo stile adottato in patria, nei Paesi Bassi e nel Palatinato, in uso anche presso gli ugonotti francesi. L'uso di case di stile olandese divenne particolarmente popolare con l'impiego di mattoni sia nell'area della Valle dell'Hudson che a New York, mentre nella Contea di Albany ed in quella di Ulster, iniziò a diffondersi solo dopo il 1776, mentre ancora nella Contea di Durchess e Westchester la popolazione locale utilizzò prevalentemente legname. Con l'avvento del XVIII secolo, l'uso del tetto a "V" invertita divenne particolarmente comune per questo stile dominando dal 1725 sino al 1775, anche se alcuni esempi si possono già ritrovare attorno al 1705. Sino al 1776, si mantenne la tradizione di costruire case ad un piano e mezzo, tranne ad Albany dove si mantenne la tradizione di edificare case sino a due piani. Esempi di questa architettura si possono trovare ancora oggi nell'Huguenot Street Historic District del Nuovo Palatinato, New York.
Nel Settecento si diffuse anche la pianta ad "H", soprattutto per influenza dei coloni germanofoni . Esempi di questo stile rimasero in uso dal 1676 sino al 1730 e divennero noti col nome di Schenck houses, contraddistinti da tetti incurvati con la presenza di mansarde.

## Lo stile revival coloniale olandese

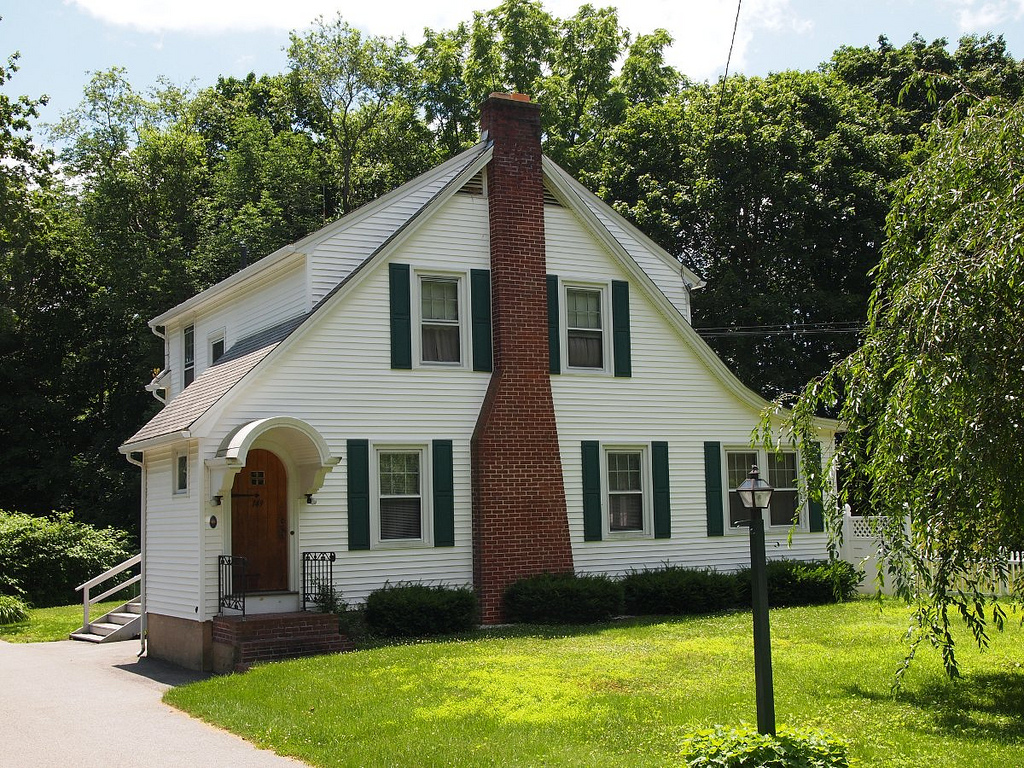
Una tipica casa in stile revival coloniale olandese nella Quaker Hill Historic District, New London County, Connecticut

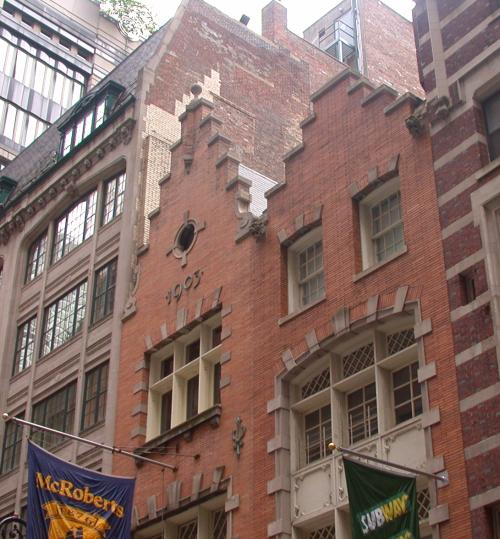
Case di stile revival coloniale olandese in S William Street a Manhattan per richiamare le origini olandesi della città.

All'inizio del XIX secolo, negli Stati Uniti, nella tipologia di costruzione il periodo coloniale iniziò a riflettere una certa nostalgia per quel tipo di architettura, riprendendo ovviamente anche lo stile coloniale olandese.
Nel contesto della storia dell'architettura, lo stile moderno viene definito propriamente "Stile revival coloniale olandese" anche se in molti casi non viene nemmeno distinto dall'originale olandese. A New York, infatti, le architetture della prima New Amsterdam del XVII secolo erano svanite nel tempo (in gran parte durante il grande incendio del 1776, ed in quello del 1835), lasciando solo dei reperti archeologici di poco conto.
Negli anni '30 del Novecento, dunque, si ripropose di erigere case con l'originale stile olandese pur con qualche variazione specifica (ad esempio lo spostamento dell'entrata verso il lato lungo dell'abitazione o nell'uso dei materiali, dei dettagli architettonici, ecc.).

## Esempi architettonici

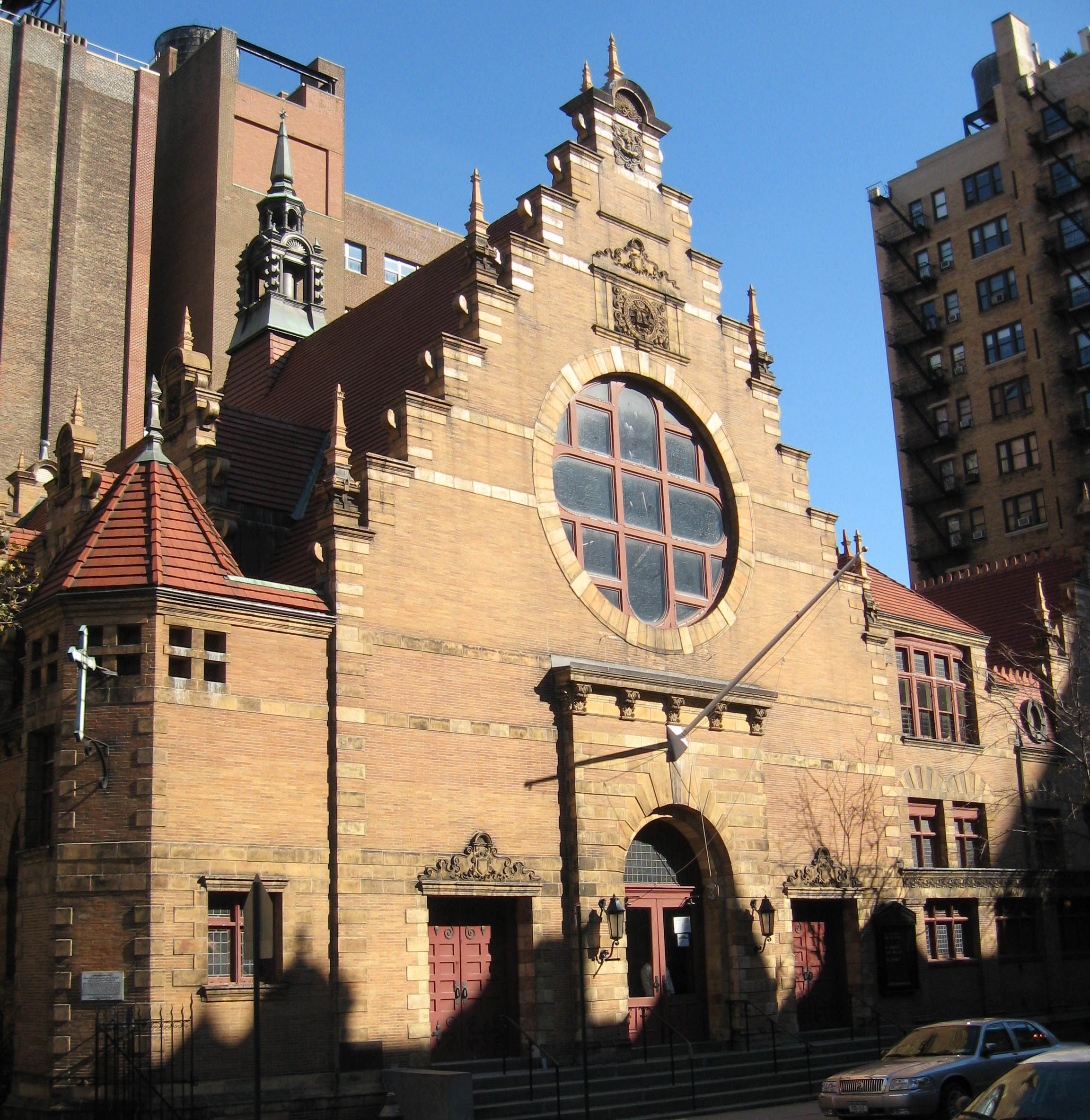
West End Collegiate Church a West 77th Street

Gli esempi architettonici ascrivibili a questo stile appartengono quindi tutti allo revival coloniale olandese in quanto ad oggi non si sono conservate in America strutture di tale perioo.
Esempi di pregio dello stile "moderno", dunque, si possono vedere in particolare a Manhattan in Stone Street, dove alcuni edifici vennero costruiti nel 1903 da C. P. H. Gilbert su incarico del proprietario, Amos F. Eno. Alcuni alla fine di South William Street 13-23 vennero costruiti sempre in stile revival olandese, evocando l'atmosfera di New Amsterdam con l'uso di mattoni rossi e tetti a spioventi. L'area nel 1996 è stata dichiarata come parte della New York City Landmarks Preservation Commission.
La Children's Aid Society possiede diversi centri costruiti in stile revival coloniale olandese come ad esempio il Rhinelander Children's Center al 350 East 88th Street, la 6th Street Industrial School al 630 East 6th Street, la Fourteenth Ward Industrial School al 256-258 Mott Street, e la Elizabeth Home for Girls al 307 East 12th Street.
In West End Avenue si possono osservare un gran numero di edifici costruiti nello stile revival coloniale olandese, mentre la West End Collegiate Church è stata costruita sul modello della Vleeshal del Grote Markt di Haarlem.
Altri esempi a New York si possono trovare nel George S. Bowdoin Stable al 149 East 38th Street, al 119 West 81st Street, ed al 18 West 37th Street.
Un esempio di applicazione di questo stile nel campo dell'architettura industriale la si può trovare nel Wallabout Market, disegnato dall'architetto William Tubby e costruito tra il 1894 ed il 1896. Tali edifici vennero demoliti nel 1941 durante la Seconda Guerra Mondiale.
Sunnyside a Tarrytown, New York, venne in parte costruita in stile revival coloniale olandese.
La 112 Ocean Avenue, una casa di stile revival coloniale olandese, divenne tristemente famosa per essere stata luogo del brutale omicidio di sei componenti della famiglia DeFeo per mano di uno dei figli e per i successivi presunti fenomeni paranormali di carattere demonologico. Fu inoltre il luogo dell'ambientazione del thriller "Amityville Horror", ispirato appunto a tali fatti delittuosi.

## Galleria d'immagini

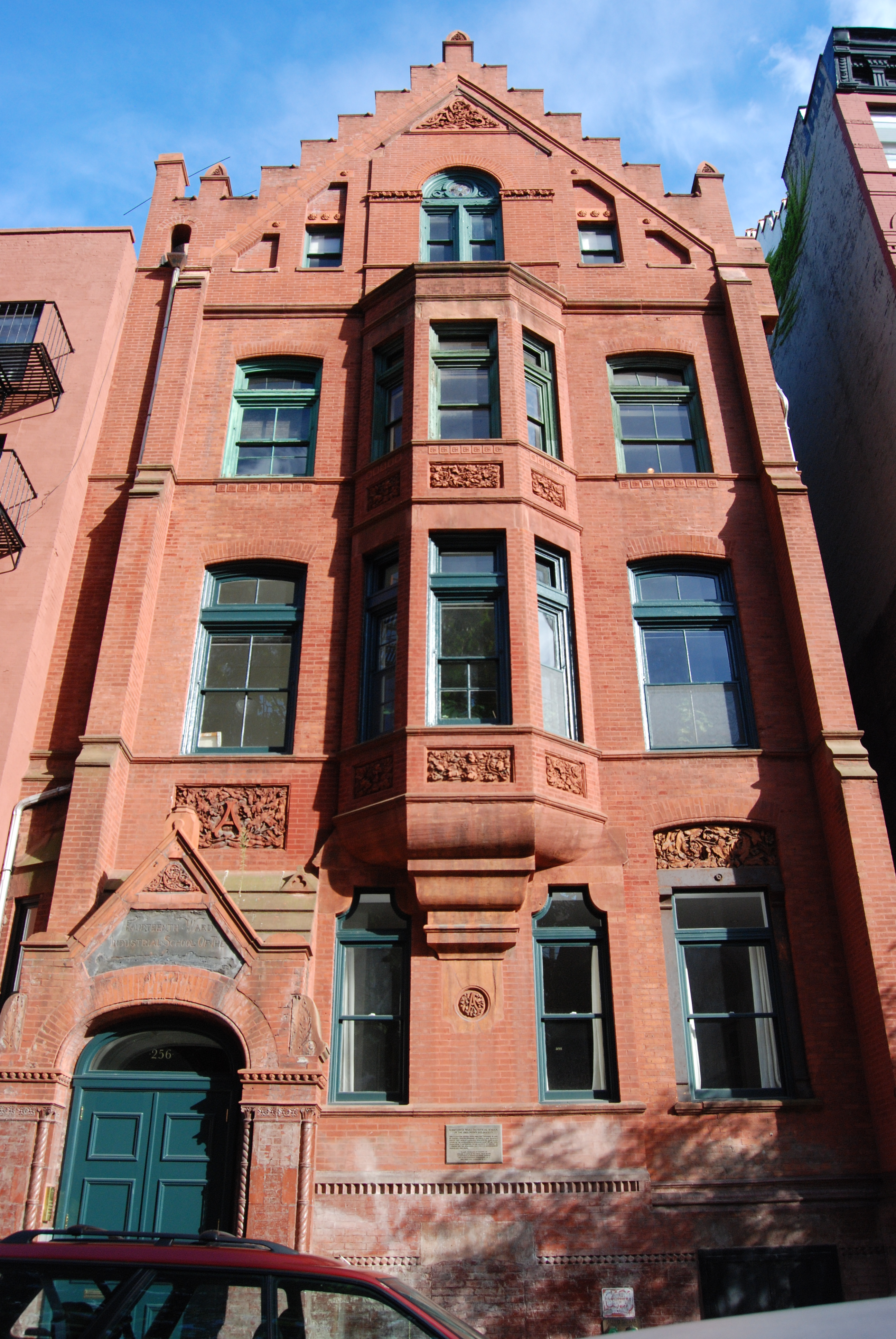
Fourteenth Ward Industrial School della Children's Aid Society al 256-258 Mott Street a New York, 1888–89
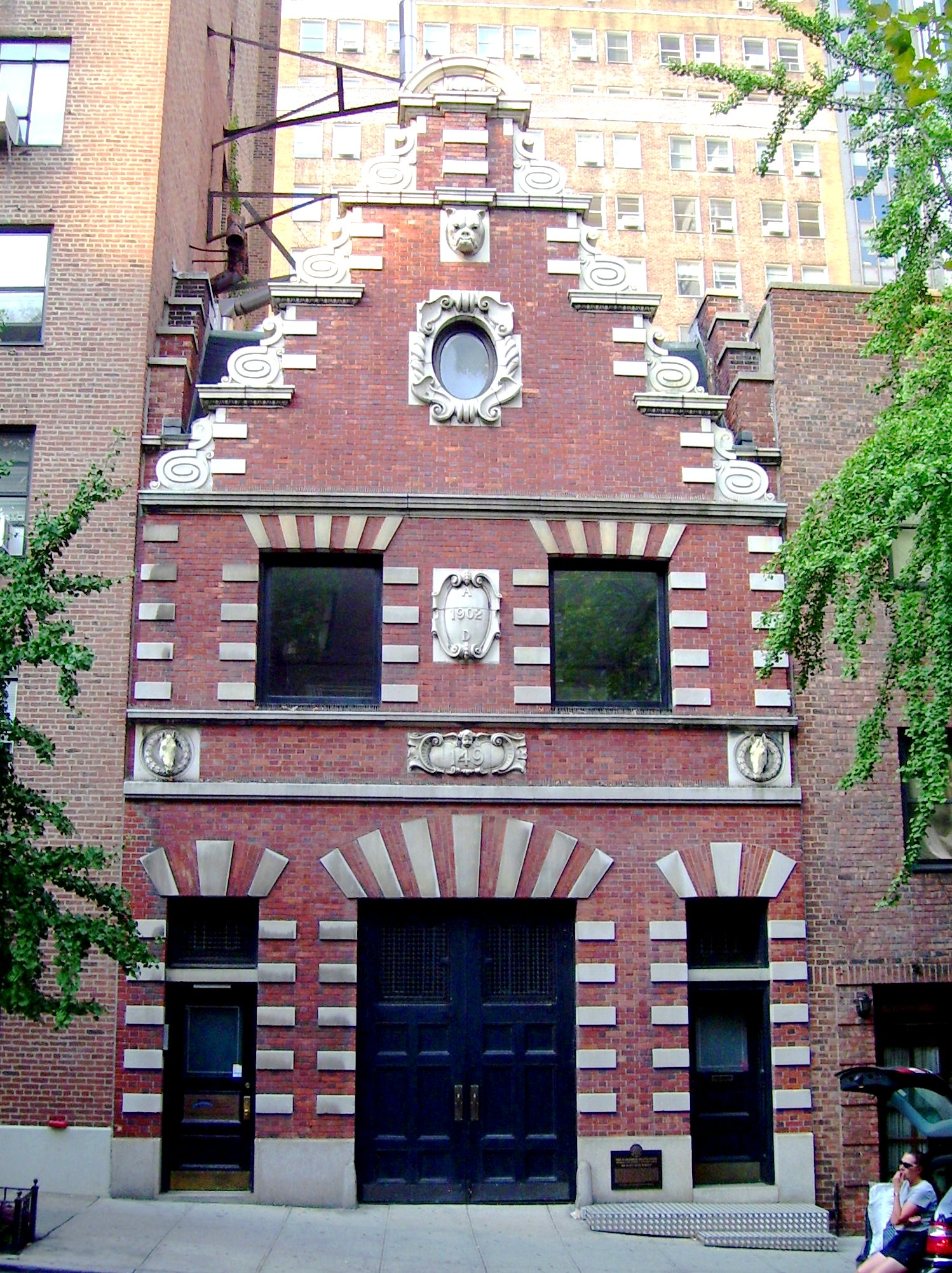
George S. Bowdoin Stable al 149 East 38th Street di New York, 1902
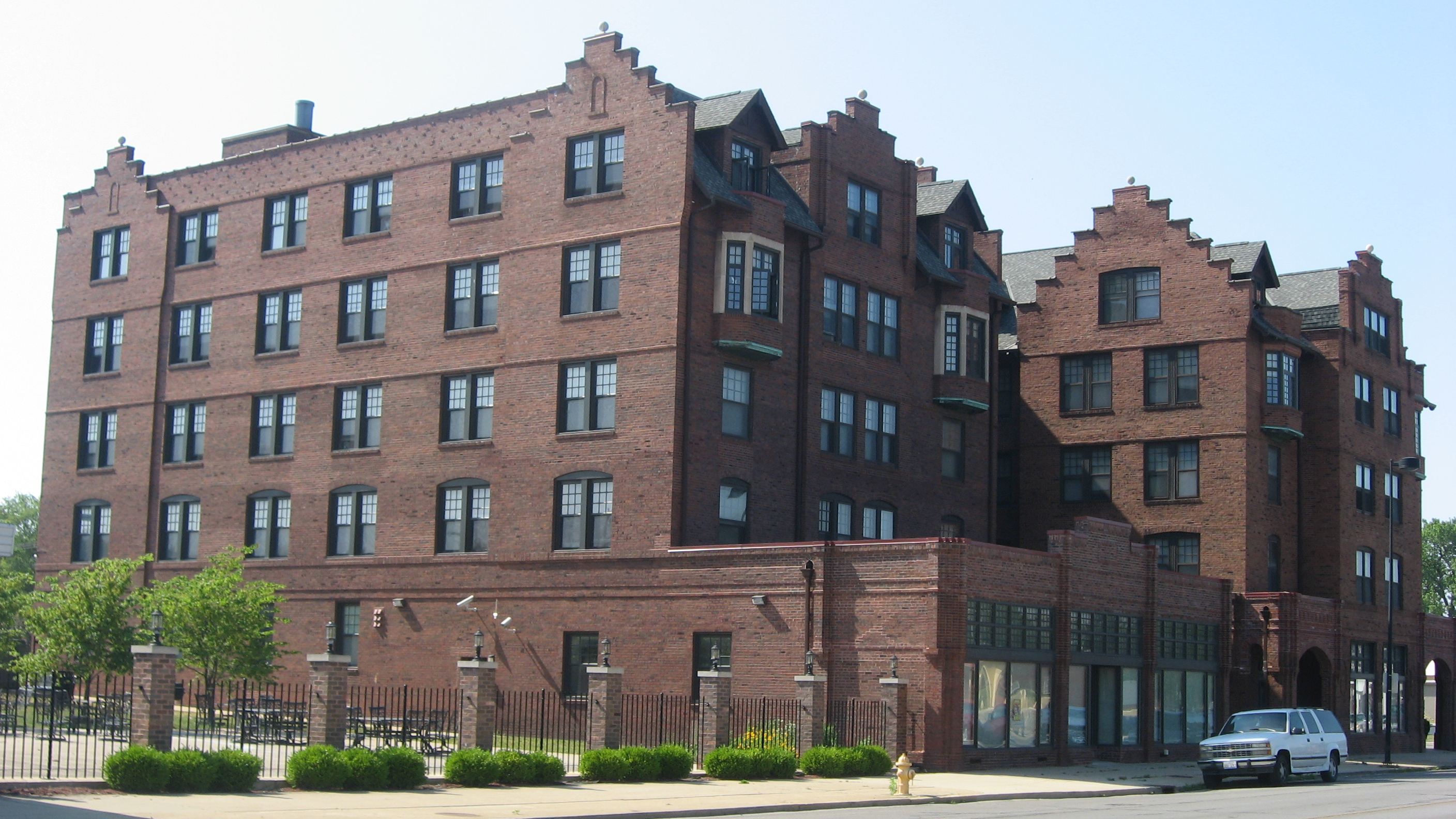
Holland Apartments, 324-326 N. Vermilion Street in Danville, Illinois, 1906
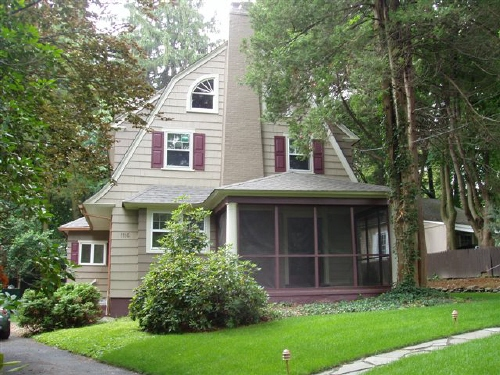
Abitazione a Plainfield, New Jersey
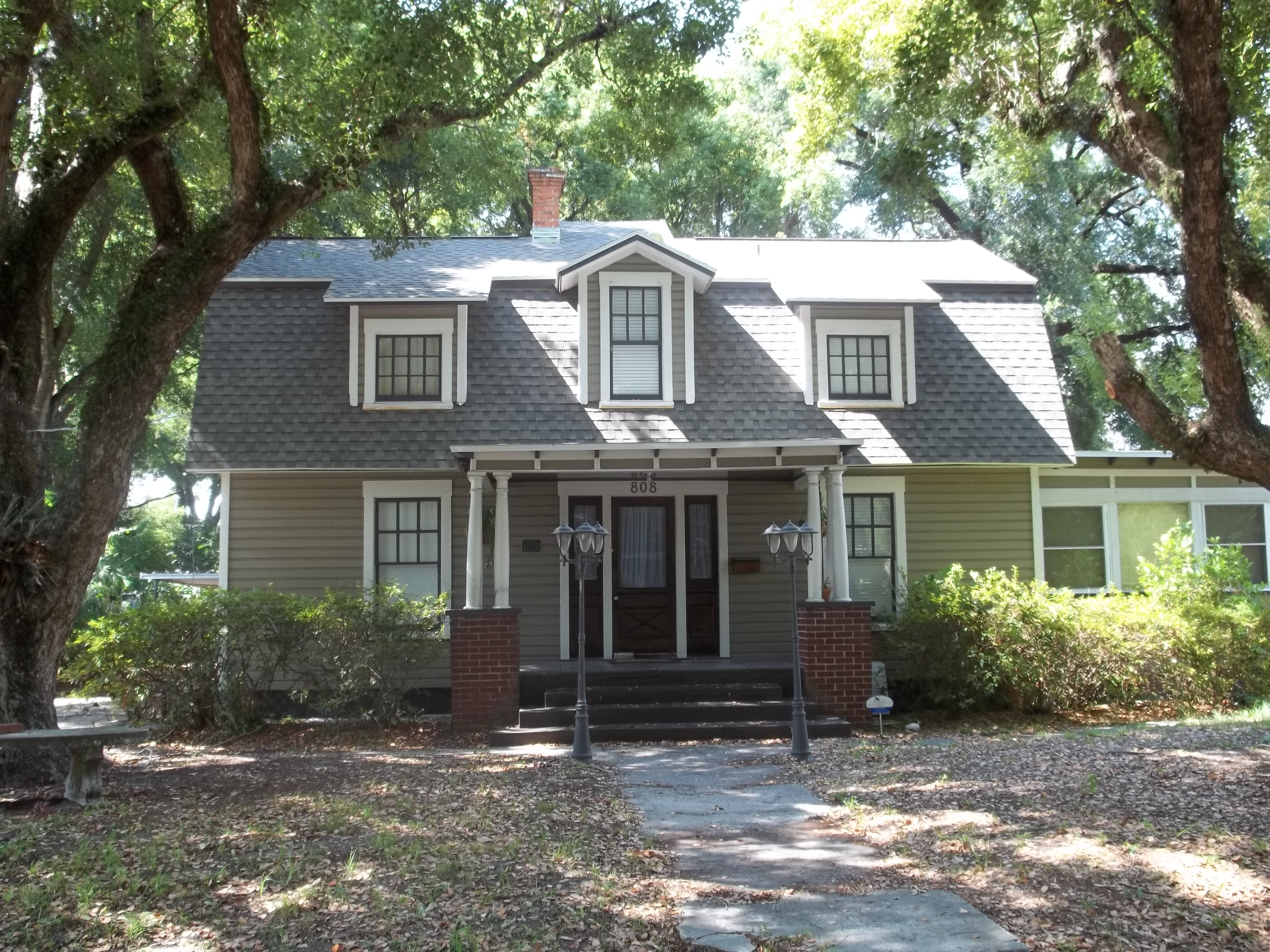
William E. Curtis House a Tampa, Florida, 1905–06
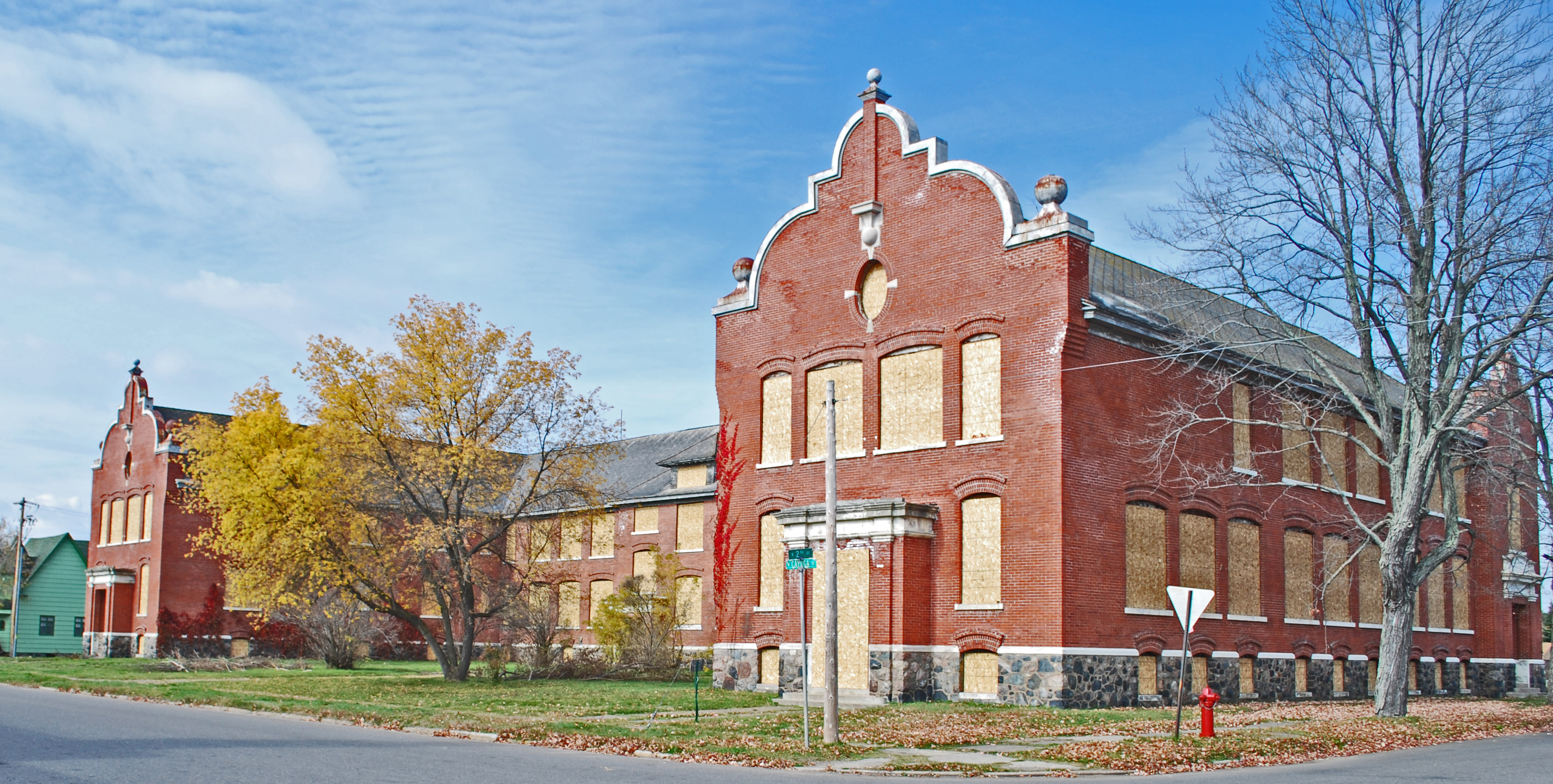
Central School (Iron River, Michigan), 1911–19